# Ophelosia pinguis
Ophelosia pinguis är en stekelart som beskrevs av Girault 1913. Ophelosia pinguis ingår i släktet Ophelosia och familjen puppglanssteklar. Inga underarter finns listade i Catalogue of Life.